# Frans Busselman
Frans (Johannes) Busselman (Amsterdam, 20 juli 1927 – aldaar, 18 december 1993) was een Nederlands fotojournalist. 

## Levensloop
Frans Busselman groeide op in de Watergraafsmeer in Amsterdam. Hij slaagde op de Kunstnijverheidsschool (thans Gerrit Rietveld Academie) in juli 1949 voor het eindexamen 'reclame-illustratie, met als specialisatie fotografie'. Aanvankelijk was hij werkzaam als grafisch ontwerper onder meer bij Joop Geesink en in samenwerking met Jan van Buuren. 
Begin 70'er jaren werd hij freelance fotograaf, of zoals hij het zelf noemde, fotojournalist, vooral actief in Amsterdam. Hij werkte regelmatig voor het Amsterdams Stadsblad. Naast foto's van gebeurtenissen heeft hij van veel destijds bekende Nederlanders een portret gemaakt. 

## Galerij

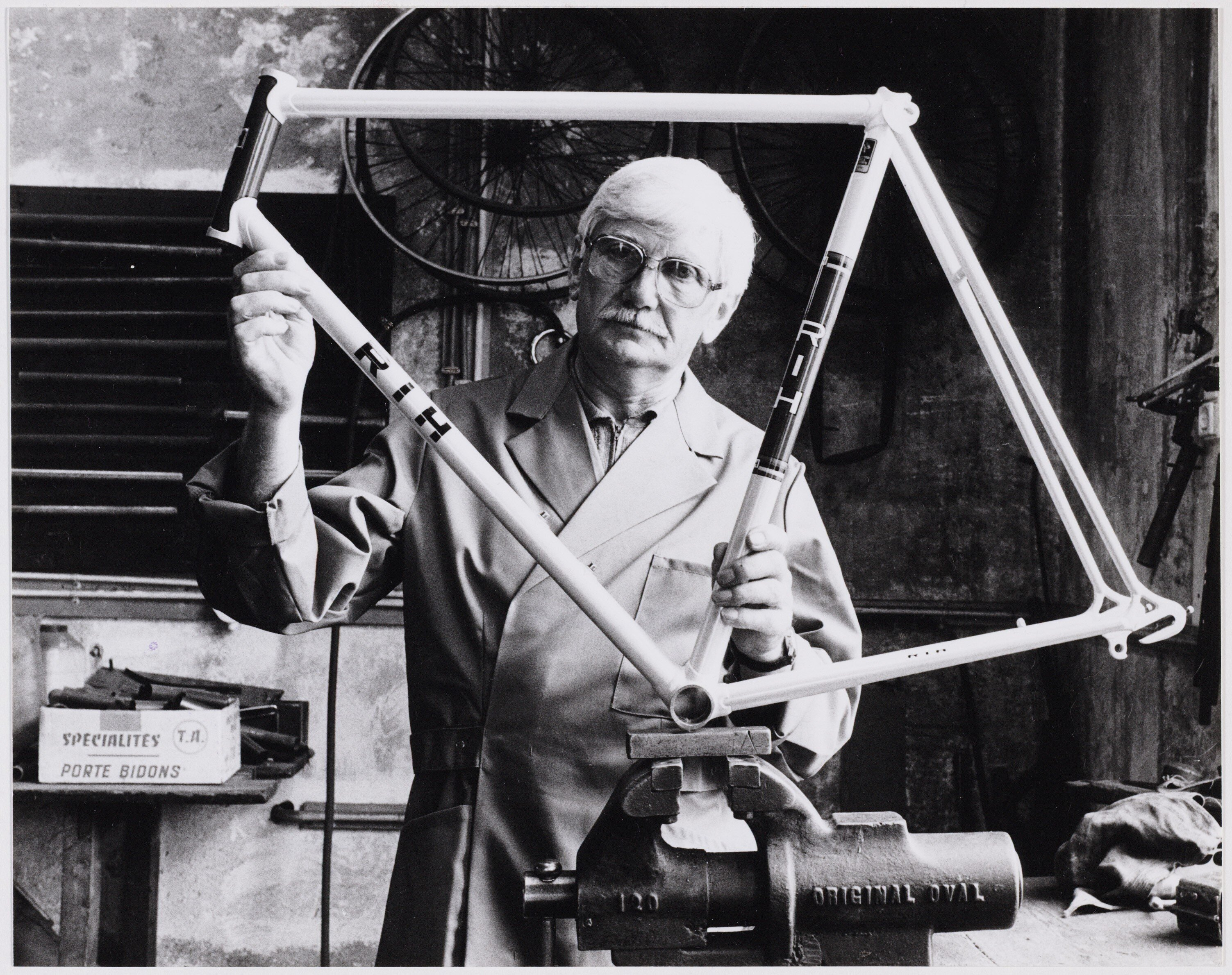
Willem Bustraan aan het werk (1982)
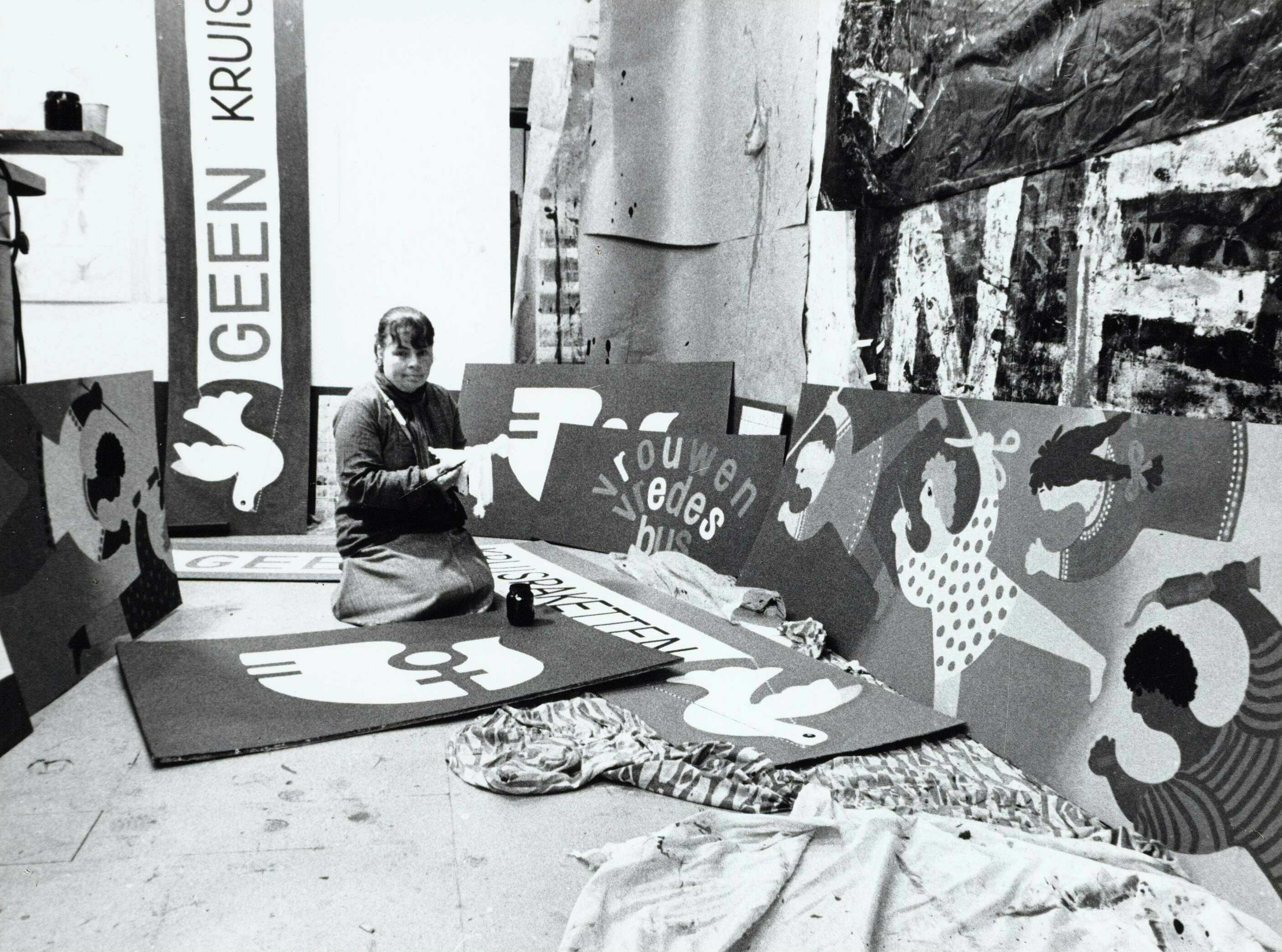
Het Vrouwen Kunst Collectief aan het werk (1984)
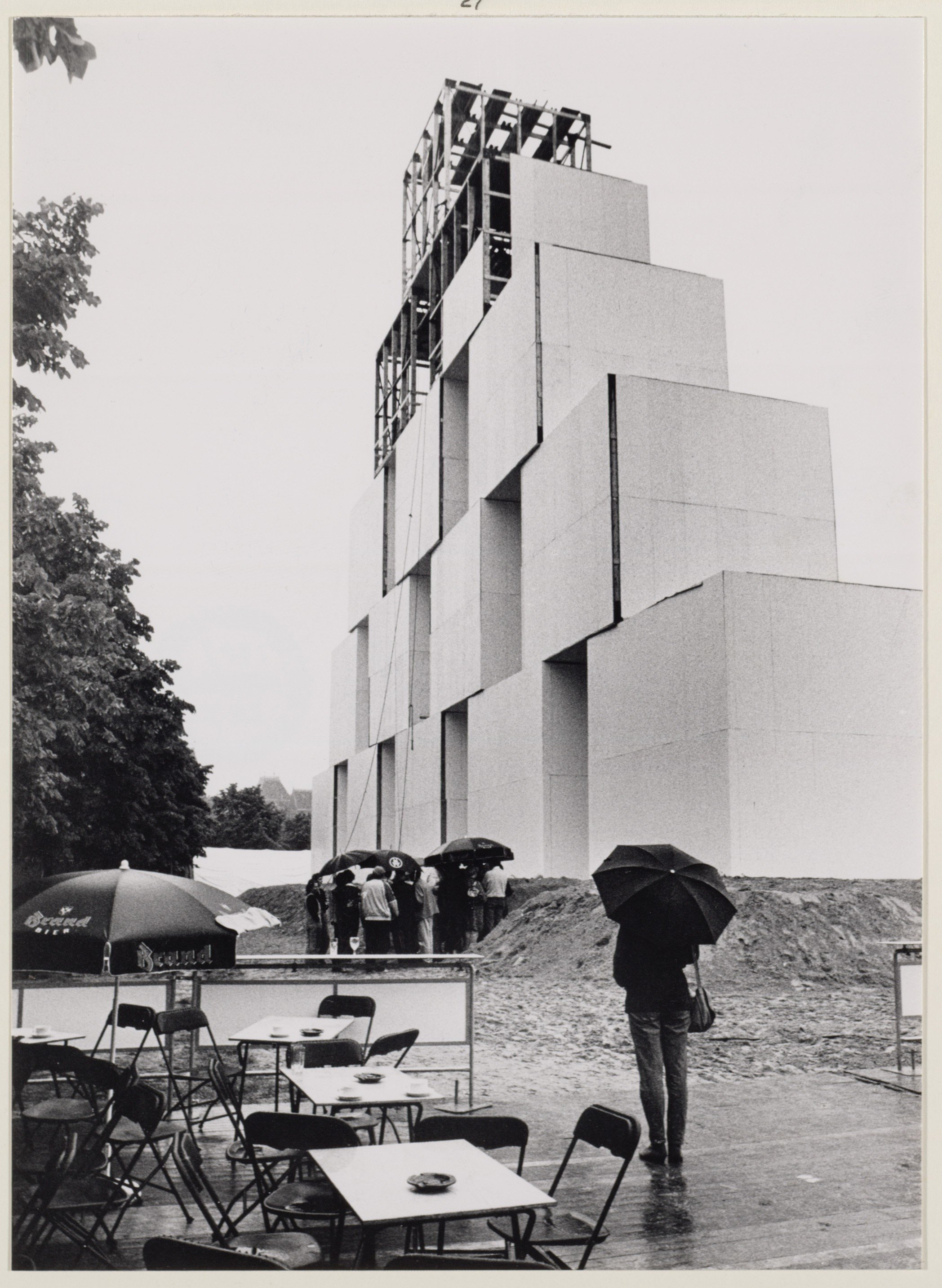
De Blokkentoren van Frans Malschaert (1987)